# Gaddafi Stadium
Il Gaddafi Stadium è uno stadio di cricket di Lahore, nel Pakistan. Nel mondo del cricket è uno degli stadi di maggiori prestigio, infatti ci si disputano frequentemente partite di Test cricket e ha ospitato la finale della Coppa del Mondo di cricket 1996. Lo stadio fu inizialmente chiamato Lahore Stadium ma fu ribattezzato con l'attuale nome nel 1974 in onore del leader libico Muʿammar Gheddafi che qui tenne un apprezzato discorso sul diritto pakistano di possedere armi nucleari.